# Atyria obtusimacula
Atyria obtusimacula là một loài bướm đêm trong họ Geometridae.